# Košarkaški klub Partizan 2022-2023
Questa voce raccoglie le informazioni riguardanti il Košarkaški klub Partizan nelle competizioni ufficiali della stagione 2022-2023.

## Stagione
La stagione 2022-2023 del Košarkaški klub Partizan è la 17ª nel massimo campionato serbo di pallacanestro, la Košarkaška liga Srbije.

## Roster
Aggiornato al 22 agosto 2022.
| Partizan NIS 2022-23 | Partizan NIS 2022-23 |
| Giocatori            | Staff tecnico        |
| -------------------- | -------------------- |

| N. | Naz.                                       | Ruolo | Nome                 | Anno | Alt.   | Peso   |  |
| -- | ------------------------------------------ | ----- | -------------------- | ---- | ------ | ------ |  |
| 1  | Serbia (bandiera)                          | AC    | Tristan Vukčević     | 2003 | 209 cm | 100 kg |  |
| 2  | Stati Uniti (bandiera)                     | AG    | Zach LeDay           | 1994 | 202 cm | 103 kg |  |
| 3  | Serbia (bandiera)                          | P     | Savo Drezgić         | 2006 | 190 cm |        |  |
| 4  | Serbia (bandiera)                          | G     | Aleksa Avramović     | 1994 | 192 cm | 87 kg  |  |
| 5  | Serbia (bandiera)                          | C     | Balša Koprivica      | 2000 | 216 cm | 110 kg |  |
| 7  | Stati Uniti (bandiera) · Serbia (bandiera) | G     | Kevin Punter (C)     | 1993 | 193 cm | 81 kg  |  |
| 9  | Serbia (bandiera)                          | AG    | Alen Smailagić       | 2000 | 208 cm | 98 kg  |  |
| 10 | Grecia (bandiera)                          | A     | Iōannīs Papapetrou   | 1994 | 206 cm | 105 kg |  |
| 11 | Australia (bandiera)                       | PG    | Danté Exum           | 1995 | 197 cm | 97 kg  |  |
| 12 | Slovacchia (bandiera)                      | C     | Vladimír Brodziansky | 1994 | 210 cm | 100 kg |  |
| 12 | Serbia (bandiera)                          | C     | Viktor Mikić         | 2005 | 211 cm |        |  |
| 13 | Montenegro (bandiera)                      | GA    | Đorđije Jovanović    | 2003 | 198 cm |        |  |
| 21 | Stati Uniti (bandiera)                     | AP    | James Nunnally       | 1990 | 201 cm | 95 kg  |  |
| 24 | Slovenia (bandiera)                        | G     | Gregor Glas          | 2001 | 197 cm | 81 kg  |  |
| 26 | Francia (bandiera)                         | C     | Mathias Lessort      | 1995 | 206 cm | 112 kg |  |
| 32 | Serbia (bandiera)                          | G     | Uroš Trifunović      | 2000 | 199 cm | 88 kg  |  |
| 33 | Serbia (bandiera)                          | G     | Danilo Anđušić       | 1991 | 195 cm | 92 kg  |  |
| 41 | Israele (bandiera)                         | P     | Yam Madar            | 2000 | 190 cm | 82 kg  |  |

| Allenatore |
| - Željko Obradović |
| Assistente/i |
| - Vladimir Androić - Josep Maria Izquierdo - Bogdan Karaičić - Aleksandar Matović Legenda - (C) Capitano - (IN) Inattivo - Infortunato Roster |

## Mercato

### Sessione estiva
| Acquisti | Acquisti           | Acquisti         | Acquisti      | Acquisti |
| R.a      | Nome               | da               | Modalità      |          |
| -------- | ------------------ | ---------------- | ------------- | -------- |
| P        | Danté Exum         | Barcellona       | svincolato    |          |
| G        | Danilo Anđušić     | Monaco           | svincolato    |          |
| AP       | James Nunnally     | Maccabi Tel Aviv | svincolato    |          |
| A        | Iōannīs Papapetrou | Panathīnaïkos    | svincolato    |          |
| C        | Dušan Tanasković   | Dunav S.B.       | fine prestito |          |

| Cessioni | Cessioni         | Cessioni        | Cessioni       | Cessioni |
| R.       | Nome             | a               | Modalità       |          |
| -------- | ---------------- | --------------- | -------------- | -------- |
| P        | Dallas Moore     | CSKA Mosca      | fine contratto |          |
| AP       | Nemanja Dangubić | Avtodor Saratov | fine contratto |          |
| AP       | Rade Zagorac     | Free agent      | fine contratto |          |
| C        | Dušan Miletić    | Girona          | rescissione    |          |
| C        | Dušan Tanasković | Igokea          | fine contratto |          |

### Dopo l'inizio della stagione
| Acquisti | Acquisti             | Acquisti          | Acquisti         | Acquisti   |
| R.       | Nome                 | da                | Data             | Modalità   |
| -------- | -------------------- | ----------------- | ---------------- | ---------- |
| C        | Vladimír Brodziansky | Bahçeşehir Koleji | 11 novembre 2022 | svincolato |

| Cessioni | Cessioni             | Cessioni          | Cessioni        | Cessioni    |
| R.       | Nome                 | a                 | Data            | Modalità    |
| -------- | -------------------- | ----------------- | --------------- | ----------- |
| G        | Gregor Glas          | Cedevita Olimpija | 4 gennaio 2023  | rescissione |
| C        | Vladimír Brodziansky | Joventut Badalona | 1 febbraio 2023 | rescissione |
| GA       | Đorđije Jovanović    | Ontario Clippers  | febbraio 2023   | prestito    |